# 660
660 (DCLX na numeração romana) foi um ano bissexto do século VII, do Calendário Juliano, da Era de Cristo, teve início a uma quarta-feira e terminou a uma quinta-feira, e as suas letras dominicais foram E e D.
| ano completo                           |
| -------------------------------------- |
| Ano bissexto com início à quarta-feira |